# リース＝フィッシャーの定理
数学の実解析の分野におけるリース＝フィッシャーの定理（リース＝フィッシャーのていり、英: Riesz–Fischer theorem）は、自乗可積分函数からなる L2 空間の性質に関する、いくつかの密接に関連する結果である。1907年にリース・フリジェシュとエルンスト・シグムンド・フィッシャーによってそれぞれ独自に証明された。
多くの研究者にとって、リース＝フィッシャーの定理とは、ルベーグ積分の理論による Lp 空間が完備であるという事実を指す。

## 近年の定理の形式
この定理の最もよくある形式のものは、[–π, π] 上の可測函数が自乗可積分であるための必要十分条件は、対応するフーリエ級数が L2 の意味で収束することである。すなわち、自乗可積分函数 f に対応するフーリエ級数の第 N 部分和が
{\displaystyle S_{N}f(x)=\sum _{n=-N}^{N}F_{n}\,\mathrm {e} ^{inx},}
で与えられるなら
{\displaystyle \lim _{N\to \infty }\left\Vert S_{N}f-f\right\|_{2}=0,}
が成立することをいう。ここで Fn は第 n 番目のフーリエ係数
{\displaystyle F_{n}={\frac {1}{2\pi }}\int _{-\pi }^{\pi }f(x)\,\mathrm {e} ^{-inx}\,\mathrm {d} x,}
であり、{\displaystyle \left\Vert \cdot \right\|_{2}} は L2-ノルムである。
逆に、{\displaystyle \left\{a_{n}\right\}\,} が複素数の両側列（すなわち、添え字が負の無限大から正の無限大までとなっている列）で
{\displaystyle \sum _{n=-\infty }^{\infty }\left|a_{n}\right\vert ^{2}<\infty ,}
を満たすなら、フーリエ係数が {\displaystyle a_{n}} であるようなある自乗可積分函数 f が存在する。
リース＝フィッシャーの定理はベッセルの不等式のより強い形で、フーリエ級数に関するパーセヴァルの等式を証明するために用いられる。
その他にもしばしばリース＝フィッシャーの定理と呼ばれる結果が存在する(Dunford & Schwartz 1958, §IV.16)。その内の一つとして、A がヒルベルト空間 H の正規直交集合で x ∈ H なら、
{\displaystyle \langle x,y\rangle =0}
がすべての可算個の y ∈ A に対して成立し、
{\displaystyle \sum _{y\in A}|\langle x,y\rangle |^{2}\leq \|x\|^{2}}
が成立するという定理がある。さらに A が H の正規直交基底で、x が任意のベクトルなら、級数
{\displaystyle \sum _{y\in A}\langle x,y\rangle \,y}
が x に可換収束（あるいは無条件収束）する。これは、すべての ε > 0 に対して、ある有限集合 B0 が A 内に存在し、
{\displaystyle \left\|x-\sum _{y\in B}\langle x,y\rangle y\right\|<\varepsilon }
が B0 を含むすべての有限集合 B に対して成立することと同値である。さらに、集合 A についての以下の条件は同値である：
- 集合 A は H の正規直交基底。
- すべてのベクトル x ∈ H に対して次が成立する。

{\displaystyle \|x\|^{2}=\sum _{y\in A}|\langle x,y\rangle |^{2}.}
また別の結果として、L2（あるいはより一般に Lp, 0 < p ≤ ∞）が完備という定理のことも、しばしばリース＝フィッシャーの定理と呼ばれる。

## 例
リース＝フィッシャーの定理はより一般的な状況でも適用される。R を、函数の内積空間（例えば、直線上の可測函数や、単位円上の解析的函数の空間。古い文献ではしばしばユークリッド空間と呼ばれる）とし、{\displaystyle \{\varphi _{n}\}} を R 内の正規直交系（例えば、フーリエ基底やエルミートあるいはラゲールの陪多項式など。直交多項式を参照されたい）とし、それは必ずしも完備でなくてもよいとする（内積空間において、正規直交集合が完備となるための十分条件は、その集合のすべてのベクトルと直交するような非ゼロのベクトルが存在しないことである）。この定理では、ノルム空間 R が完備（したがって R はヒルベルト空間）であるなら、ℓ2 ノルムが有限であるような任意の列 {{\displaystyle c_{n}}} は空間 R 内の函数 f を定義する。
その函数は次で定義される：{\displaystyle f=\lim _{n\to \infty }\sum _{k=0}^{n}c_{k}\varphi _{k}}。ここで極限は R ノルムについてのものである。
ベッセルの不等式と組み合わせることで、その逆も同様に成り立つ：f が R 内の函数であるなら、フーリエ係数 {\displaystyle (f,\varphi _{n})} は有限の ℓ2 ノルムを持つ。

## 歴史：リースのメモとフィッシャーのメモ（1907）
Riesz (1907, p. 616) のメモでは、次の結果が述べられていた（ただし記号 L2([a, b]) は1907年には用いられていなかったので、その点に関しては近年の記法に直してある）。
{φn } を L2([a, b]) 内のある正規直交系とし、{an } をある実数列とする。級数 {\displaystyle \sum a_{n}^{2}} が収束するための必要十分条件は、すべての n に対して次を満たす函数 f が存在することである：
{\displaystyle \int _{a}^{b}f(x)\varphi _{n}(x)\,\mathrm {d} x=a_{n}.}
今日においてこのリースの結果は、ヒルベルト空間内の直交ベクトルの級数に関する基本的な事実の特殊例と見なされる。
リースのメモは1907年の3月に公開された。同年の5月の Fischer (1907, p. 1023) のメモでは、L2([a, b]) 内のコーシー列は L2([a, b]) 内のある函数 f  へ L2-ノルムに関して収束するという定理が（ほとんど近年と変わらない言葉で）明らかに示された。このメモで、コーシー列は「平均収束列」（sequences converging in the mean）と呼ばれ、L2([a, b]) は Ω と表されていた。また L2–ノルムにおける極限への収束は「ある函数への平均収束」（convergence in the mean towards a function）と呼ばれていた。次が、フランス語から翻訳された定理の内容となる：
定理 Ω に属するある函数列が平均収束するなら、その列の極限となる Ω 内のある函数 f が存在する。
フィッシャーは、系の直交性と L2 の完備性の恩恵を受け、リースの先行結果の証明に関する研究を続けることが出来た。
フィッシャーによる完備性の証明は直接的ではない。それは与えられたコーシー列内の函数 gn の不定積分
{\displaystyle G_{n}(x)=\int _{a}^{x}g_{n}(t)\,\mathrm {d} t}
が [a, b] 上一様にある函数 G に収束し、有界変動を伴い連続であるという事実に基づく。コーシー列に対する極限 g ∈ L2 の存在は、ルベーグの理論より G の微分定理を適用することで示される。リースは彼のメモにおいて同様の議論を行ったが、そこに L2 の完備性に関する言及はなかった。しかし彼の結果はこの方法で解釈できる可能性も含むものであった。彼は、二乗総和可能（square summable）な係数を持つ三角級数を項ごとに積分することで、有界変動を持つある連続函数 F に一様収束する級数を得ることに成功した。ほとんど至る所で定義される F の導函数 f は二乗総和可能で、フーリエ係数としてその与えられた係数を持つものであった。

## Lp,0<p≤∞ の完備性
Lp が完備であることの証明は、ルベーグ積分の収束定理に基づく。
1 ≤ p ≤ ∞ の場合、ミンコフスキーの不等式より Lp がノルム空間であることは分かる。Lp が完備であること、すなわち Lp がバナッハ空間であることを証明する上では、Lp(μ) 内の函数のすべての級数 ∑ un で
{\displaystyle \sum \|u_{n}\|_{p}<\infty }
を満たすものが、Lp-ノルムについてある函数 f ∈ Lp(μ) に収束することを示せば十分である。p < ∞ に対して、ミンコフスキーの不等式と単調収束定理より
{\displaystyle \int {\Bigl (}\sum _{n=0}^{\infty }|u_{n}|{\Bigr )}^{p}\,\mathrm {d} \mu \leq {\Bigl (}\sum _{n=0}^{\infty }\|u_{n}\|_{p}{\Bigr )}^{p}<\infty }
が分かる。したがって {\displaystyle f=\sum _{n=0}^{\infty }u_{n}} は μ についてほとんど至る所で定義され、f ∈ Lp(μ) である。すると優収束定理より、その級数の部分和は Lp-ノルムについて f に収束することが示される：
{\displaystyle \int \left|f-\sum _{k=0}^{n}u_{k}\right|^{p}\,\mathrm {d} \mu \leq \int \left(\sum _{\ell >n}|u_{\ell }|\right)^{p}\,\mathrm {d} \mu \rightarrow 0{\text{ as }}n\rightarrow \infty .}
0 < p < 1 の場合は、p-ノルムが劣加法的でないため、いくつかの修正が必要となる。この場合はより強い仮定
{\displaystyle \sum \|u_{n}\|_{p}^{p}<\infty }
の下で、
{\displaystyle \left|\sum _{k=0}^{n}u_{k}\right|^{p}\leq \sum _{k=0}^{n}|u_{k}|^{p}{\text{ when }}p<1}
を繰り返し利用する。p = ∞ の場合は、μ について無視出来る集合の外側での一様収束性に関する簡単な問題に帰着される。